# Живодер
«Живодер» (рос. «Живодёр») — радянський художній фільм 1990 року, знятий режисером Миколою Соловцовим.

## Сюжет
Зворушлива історія про сильну, зовні грубувату людину, яка працює в розпліднику. Самотність — не тема особистих переживань героя, він любить тварин — і в цьому все його життя. Але одного разу він отримує наказ з управління вбити одного з двох ведмедів — Митьку, того самого, якого виростив…

## У ролях
- Герман Качин — Степан, служитель розплідника
- Валентина Теличкіна — Наталя
- Євген Шутов — Юрій Михайлович
- Борис Ташкентський — циган
- Ірина Некрасова — циганка

## Знімальна група
- Режисер — Микола Соловцов
- Сценаристи — Олена Соловцова, Микола Соловцов
- Оператори — Михайло Алексанян, Олександр Горчуков
- Композитор — Юрій Каспаров
- Художник — Борис Щербаков